# 216194 Ujvarosy
216194 Ujvarosy este o planetă minoră (asteroid) din centura de asteroizi. A fost descoperită pe 17 octombrie 2006 la Piszkéstetői Obszervatórium⁠(d) de Krisztián Sárneczky⁠(d). 
Obiectul prezintă o orbită caracterizată de o semiaxă mare de 2,7029293914069 UAi, o excentricitate de 0,063470758462119, o înclinație de 14,254519405776 ° în raport cu ecliptica.